# Клонкарри (графство)
Клонкарри — район местного самоуправления в северо-западной части Квинсленда, Австралия. Он занимает площадь 47 971 км2 и существует как орган местного самоуправления с 1884 года. Административный центр района — город Клонкарри.

## География
Район находится в северо-западной части Квинсленда. Площадь Клонкарри составляет 47 971 км2.

## Название
Своё название район, а также административный центр получили от реки Клонкарри.

## Климат
Клонкарри находится в области субэкваториального климата. Средняя температура составляет 28 °С. Самый теплый месяц — декабрь, при средней температуре 36 °C, и самый холодный июль, при средней температуре 20 °C. Среднее количество осадков составляет 443 миллиметров в год. Самый влажный месяц — февраль (137 мм осадков), а самый сухой — август (1 мм осадков).
16 января 1989 в административном центре района, городе Клонкарри была зарегистрирована самая высокая температура в Австралии за всю историю наблюдений, +53.3°C.

## Состав района
- Клонкарри — административный центр района
- Дайрра
- Доббин[англ.]
- Дачесс[англ.]
- Четыре пути[англ.]
- Каджабби[англ.]
- Куридала[англ.]
- Мальбон[англ.]
- Катберт[англ.]
- Селвин[англ.]
- The Monument[англ.]
- Три реки[англ.]

## Население
В 2018 году население района составило 3 091 человек.
| 1933  | 1947  | 1954  | 1961  | 1966  | 1971  | 1976  | 1981  | 1986  | 1991  | 1996  | 2001  | 2006  | 2011  | 2016  | 2018  |
| ----- | ----- | ----- | ----- | ----- | ----- | ----- | ----- | ----- | ----- | ----- | ----- | ----- | ----- | ----- | ----- |
| 6,184 | 6,267 | 3,052 | 4,869 | 3,348 | 3,623 | 4,036 | 3,651 | 3,194 | 3,382 | 3,878 | 4,795 | 3,970 | 3,229 | 3,032 | 3,091 |